# Карта Птолемея

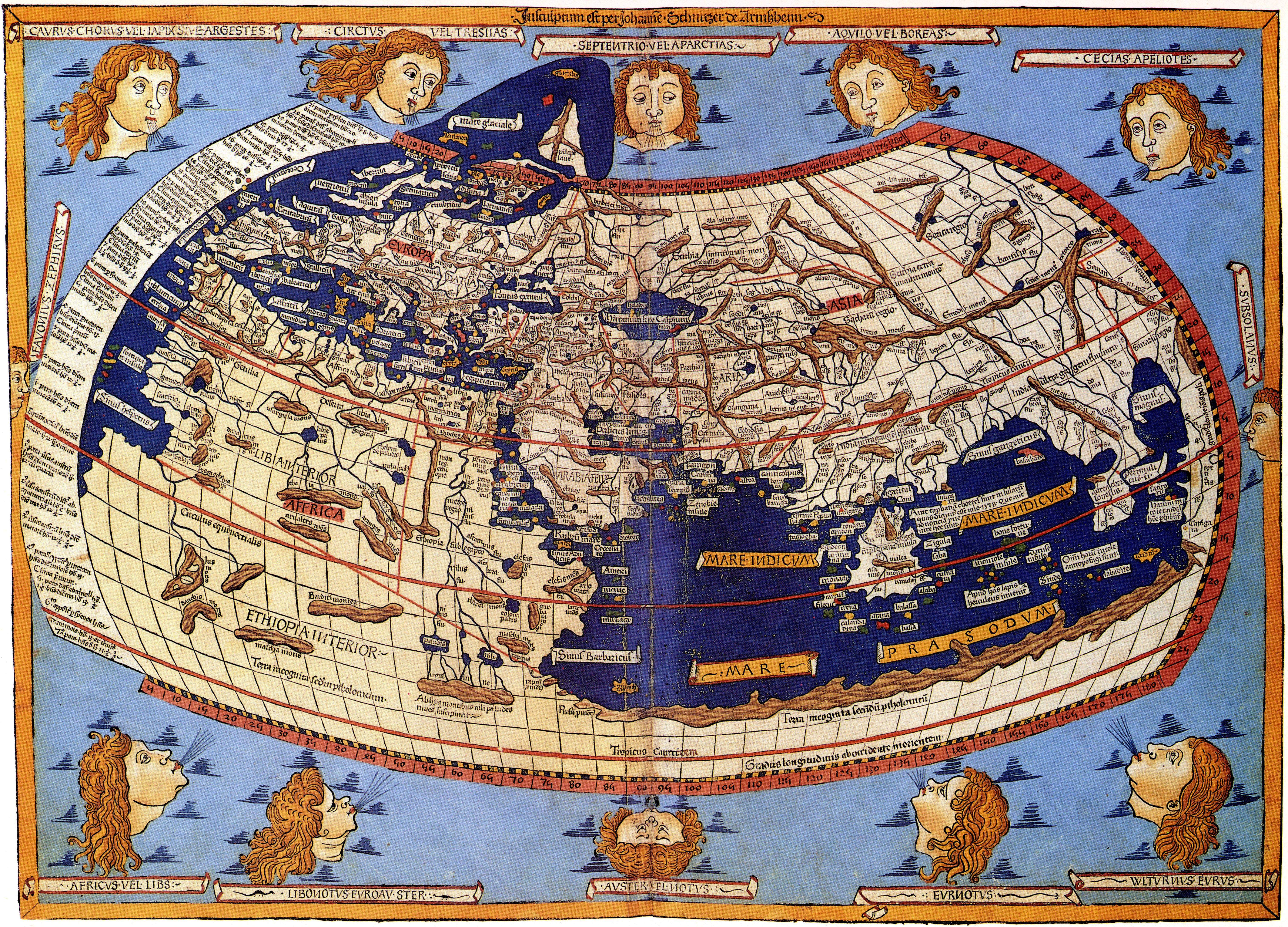
Карта, виконана за «Космографією» Птолемея, гравером Йоханом Шнітцером з Армсхайма (1482 рік)

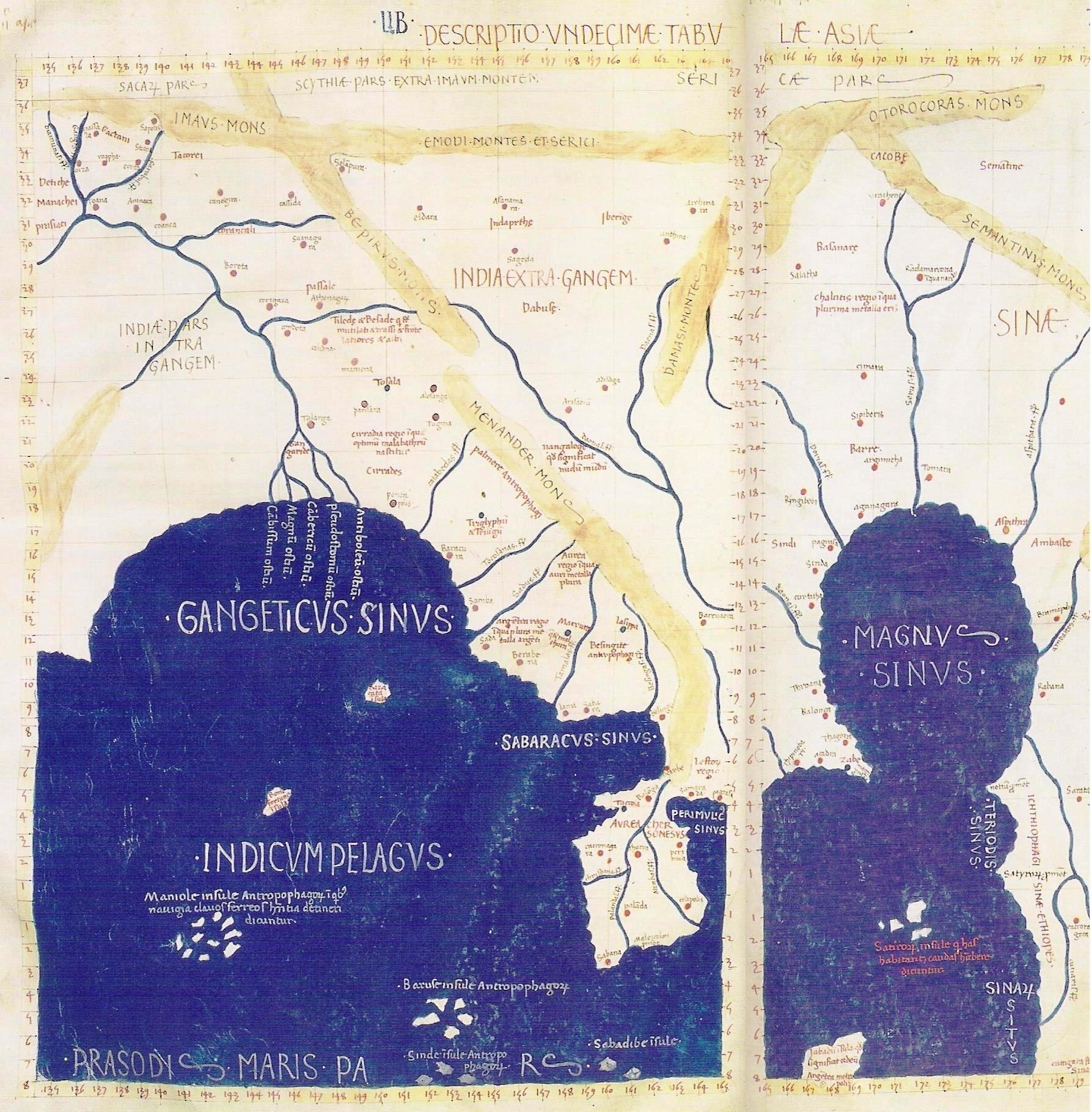
Карта показує, що древньогрецькі моряки плавали до Бенгальської та Сіамської заток, а також Південнокитайського моря

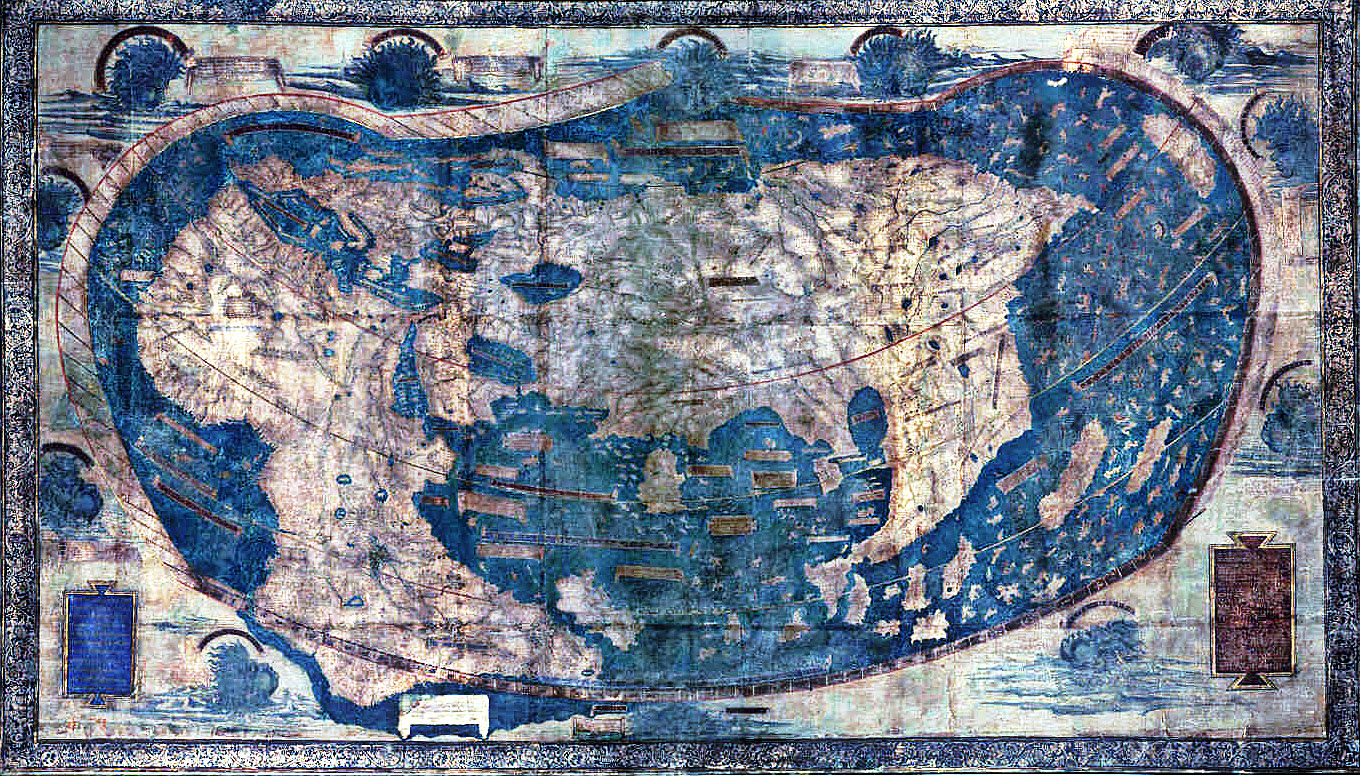
Дещо осучаснена птолемеївська карта епохи відродження: показано контури Африки, Індійський океан не оточений сушею (бл. 1490 року)

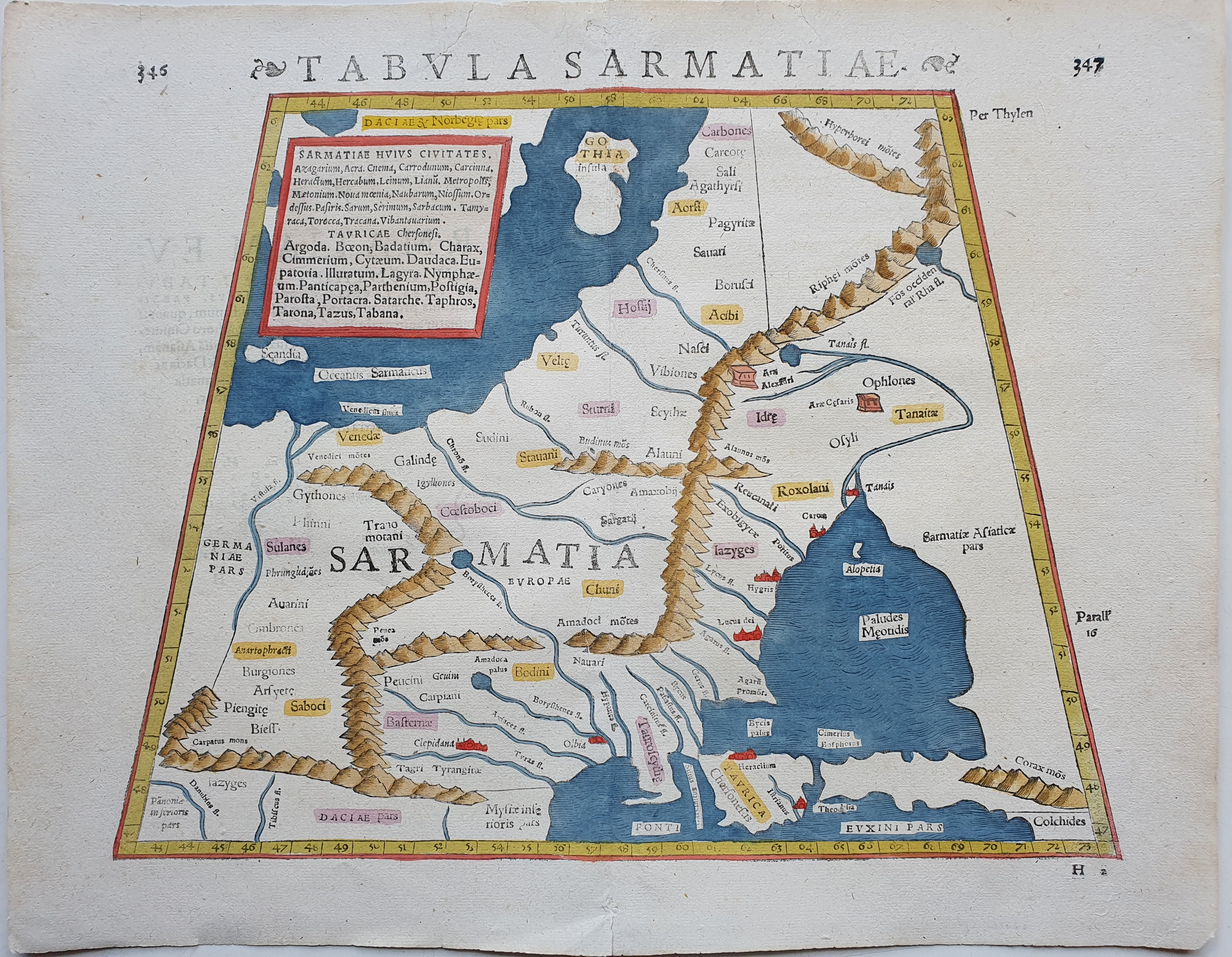
Сарматські землі на карті Птолемея (перевидання Себастіана Мюнстера, Tabula Sarmatiae from Strabonis Rerum Geographicarum), 1571.

Карта Птолемея — карта світу і 26 більш докладних карт земної поверхні, що додавалися до трактату «Керівництво з географії» давньогрецького вченого Клавдія Птолемея. Трактат було написано близько 150 р. н. е. На картах перелічено близько 8000 міст і місцевостей із зазначенням їх географічних координат.
На відміну від трактату, оригінали самих карт втрачено. До Доби великих географічних відкриттів, Птолемей служив для європейців основним джерелом географічних відомостей. На основі його описів картографам епохи Відродження вдалося реконструювати втрачену карту світу (на іл. праворуч).

## Опис
Карта Птолемея складається зі зведеної карти всього відомого на той час світу і 26 більш докладних карт: 10 регіональних карт Європи, 4 карти Африки, 12 карт Азії.

## Помилки та неточності
Карти Птолемея містять багато помилок. Хоча Ератосфен обчислив майже правильну величину земного кола, проте Посідоній зменшив її більш ніж на чверть, і саме це помилкове значення застосовував Птолемей. Нульовий меридіан Птолемей провів через Канарські острови. Через перебільшення мореплавцями тих часів розміру Азії вийшло, що відомий тоді світ простягався більш, ніж на 180° довготи (насправді — на 130°).
На 180-му меридіані карти Птолемея лежав Китай — величезний масив суходолу, який простягається від вершини карти до екватора. Згідно з картою Птолемея невідома частина азійського континенту сягає так далеко, що охоплює теперішній Тихий океан. Таким було класичне (протягом більш ніж десятка століть) уявлення про Землю як про сферу, зменшену на чверть порівняно зі справжнім розміром і вкриту суходолом, який охоплює 2/3 Північної півкулі.

## Вплив карти Птолемея
Праці Птолемея мали такий авторитет, що навіть через сторіччя після відкриттів Колумба й Магеллана, які заперечували основні положення географії Птолемея, все ще видавали карти в стилі Птолемея. Деякі з хибних уявлень Птолемея наполегливо повторювалися на картах XVII і XVIII ст., а щодо внутрішньої Африки, то його карта залишалася єдиною ще на початку XIX ст. Саме через карти Птолемея Христофор Колумб був упевнений, що для того, аби дістатися до Індії найкоротшим шляхом, потрібно пливти в західному напрямку.[джерело?]

## Історія перевидань
Довгий час сам трактат також вважався втраченим, аж поки він не був виявлений у 1295 р. візантійським граматиком, математиком і теологом Максимом Планудом, який переклав її на латинь. Найдавніша відома копія зберігається в бібліотеці Ватопедського монастиря — видання датується XI століттям, книгу написано на пергаменті — довжина сторінки 37 см, ширина — 25 см. Книга складається з 66 сторінок із текстом і 42 сторінок з кольоровими картами.
Близько 1400 р. до Риму потрапило візантійське перевидання «Географії» Птолемея. Італійський гуманіст Джакопо д'Анджело переклав її на латинську мову під назвою «Geographia Claudii Ptolemaei». У всіх виданнях «Географії» починаючи з 1475 р. і аж до венеціанського видання 1511 р. використовується переклад Джакопо д'Анджело. Перед римським виданням 1478 р. текст був звірений з грецьким оригіналом італійським гуманістом Доміціо Кальдеріні.
В 1427 р. данський географ та картограф Клаудіус Клауссон Шварт (Клаудіус Клавус) підготував нове видання «Географії» Птолемея. Він створив 27 карт до неї, з яких на сьогодні збереглися лише дві карти північних країн де вперше нанесено Гренландію (копію першої карти Клавуса знайшли в 1835 р. у кодексі 441 муніципальної бібліотеки Нансі, переплетену разом з «Географією» Птолемея, що належала Філастру). У картах, на обрисах суші, були вперше нанесені (на рамці) градуси, широти та довжини — чим започатковано наукову картографію. Карта Клавуса надзвичайно вплинула на картографію XV ст., її використовували для складання нових карт, копіювали, переробляли по ній карти Птолемея.
У 1466 р., на основі видання «Географії» Джакопо д'Анджело, німецький картограф, гравер, ілюстратор, друкар (працював у Флоренції) Ніколаус Германус, виконав креслення в трапецієподібній проєкції карт Клавдія Птолемея. Він запропонував нові правила позначення гір, річок, озер та кордонів. Ще однією особливістю його роботи було те, що числові значення широти і довжини підписано не на паралелях і меридіанах, а в проміжках між ними. Міста позначалися золотистими кружками, а деякі з них (що малиастрономічні координати) оточувалися чорними крапками. Один з манускриптів цього видання сьогодні зберігається в бібліотеці д'Есте в Модені. Наступного 1467 року Н. Германус ще раз переробив зміст «Географії» (Cosmographia Claudii Ptolomaei Alexandrini. Manuscript), де на картах «Сарматія Європейська» (Sarmatia Europea) та «Сарматія Азійська» (Sarmatia Asiatica) зображено українські землі. В цьому виданні Германус заново виготовив карту світу в новій проєкції, додавши Скандинавію та інші країни Півночі, Гренландія розташована на захід від Скандинавії (подібно до видання Клавдія Клавуса). Один з рукописів цього видання знаходиться в Biblioteka Narodowa у Варшаві. 1468 р. Германус виготовив свій третій варіант «Географії», пересунувши на цей раз Гренландію на північ від Скандинавії, та Ісландію на північ — до тієї ж широти
До кінця XV ст. карти розмножувались рукописним способом. Перші друковані карти були ксилографіями (дереворит), тобто матриці карт гравірувались на дереві.
У 1540 році Себастьян Мюнстер взяв участь в транскрибуванні географічних назв і термінів, використаних Птолемеєм, на латинську мову, при підготовці базельського видання “Географії” Птолемея (Geographia Universalis) на основі страсбурзького видання 1513 р., карт ульмського видання 1486 р., грецького тексту “Географії” Еразма Роттердамського та Ліонського видання 1535 р., що містило поправки Сервета. Базельське видання було присвячене Базельському єпископу, який на цей час вже помер. «Загальну карту світу» побудовано в другій (або геометричній) проєкції Птолемея, як і карти Азії під номерами VII і VIII. Решта регіональних карт побудовано в трапецеїдальній проєкції Ніколауса Германуса. Виключення «Карта XII Азії», складена в прямокутної проєкції географа та картографа Маріна Тірського. Мюнстер застосував новий спосіб друкування географічних назв – відливав цілі слова і рядки закріплюючи потім їх на дерев'яні дошки, з яких гравіювалося зображення. До 27 карт Птолемея Мюнстер додав 21 нову карту: одну «Загальну карту світу» (з Америкою) і 20 регіональних. Крім першого видання “Geographia Universalis”1 540 р. Мюнстер видав ще чотири, всі в друкарні Генріка Петрі (1542 р., 1545 р., 1551 р., 1552 р.). На титульному аркуші видання “Geographia Universalis” 1545 р. зображений Птолемей-астроном..

## Хронологія перевидань карти Птолемея

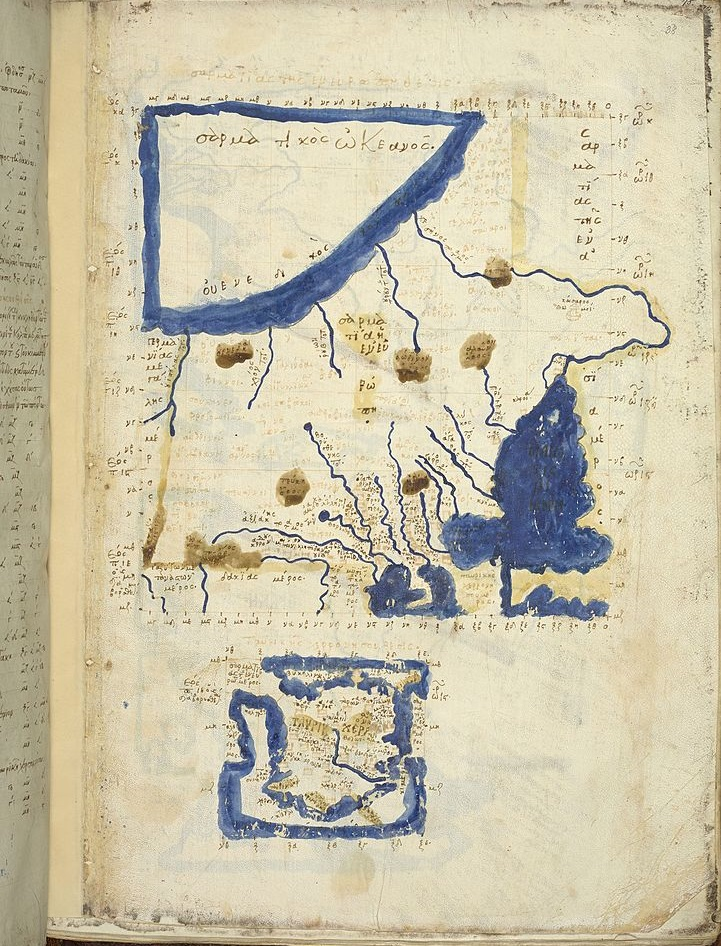
Рукописне видання 1420 року невідомого автора де вперше міститься напис «Сарматія»

- 1420 р. — рукописне видання невідомого автора де вперше на одній з карт міститься напис «Сарматія»;

- Віченца 1475 р. — перше друковане видання (без карт);
- Болонья: 1477 р. — перше видання з картами (26 карт);
- Рим: 1478 (27 карт), 1490 (27 карт), 1507 (33 карти), 1508 (34 карти);
- Флоренція: 1482 (31 карта);
- Ульм: 1482 (32 карти), 1486 (32 карти);
- Венеція: 1482, 1511 (28 карт), 1540, 1548, 1558, 1561, 1562, 1564, 1574, 1578, 1588, 1596 (64 карти), 1597-8 (64 карти), 1598-9 (69 карт), (карти до видань 1548, 1558, 1561, 1562, 1564 рр. — склав Джакомо Гастальді)[4].;
- Краків: 1512, 1519;
- Страсбург: 1513 (47 карт), 1520 (47 карт), 1522 (50 карт), 1525 (50 карт), 1535 р., 1541 р.;
- Нюрнберг: 1514(без карт) — видавець Йоган Вернер;
- Відень: 1518;
- Базель: 1533 (без карт), 1540, 1542, 1545, 1552 рр. — склав Себастіан Мюнстер;
- Інгольштадт: 1533;
- Ліон: 1535, 1541, 1546;
- Париж: 1546; 1828;
- Кельн:1584, 1597 (64 карти), 1608 (64 карти);
- Дюссельдорф: 1602 (34 карти);
- Амстердам: 1605 (28 карт), 1704 (28 карт); 1730 (28 карт);
- Арнем: 1617 (64 карти);
- Лейден: 1618-19 (47 карт);
- Франкфурт-на-Майні: 1695 (28 карт), 1698 (28 карт), 1704.[3].[2]

## Ресурси Інтернету
- Вікісховище має мультимедійні дані за темою: Карта Птолемея
- Cosmographia by Claudius Ptolemaeus in The European Library 2nd image [Архівовано 10 вересня 2009 у Wayback Machine.]
- Україна на стародавніх картах (кінець XV — перша половина XVII ст.) / Вавричин М. Г., Дашкевич Я. Р., Криштолович У. Р. — К.: ДНВП «Картографія», 2006. — С. 10–26. — ISBN 966-631-526-2
- Байцар Андрій. Українські землі на картах Клавдія Птолемея